# ロビー・ウィリアムズ
- ロビー・ウィリアムズ
- ロビー・ウィリアムス

ロバート・ピーター・ウィリアムズ（英語: Robert Peter Williams, 1974年2月13日 - ）は、イギリス・イングランドのストーク＝オン＝トレント出身のポップシンガーである。1990年から1995年、2009年から2011年の間までテイク・ザットのメンバーとして活動。テイク・ザット脱退後はソロのアーティストとして7500万枚以上のレコードセールスを記録するなど、多大な成功を収め、全欧的な人気を誇る。イギリス国内での売り上げは2000万枚を誇り、これは英国人ソロ・アーティストの国内売り上げとしては最多。
全英アルバムチャートで最も首位を獲得したソロ・アーティストでもあり、ブリット・アワード史上最多の受賞歴を誇る。イギリスの音楽の殿堂顕彰。

## 来歴
1974年2月13日、ピーター・ウィリアムズとジャネット・ウィリアムズの子として、ストーク＝オン＝トレントに生まれる。姉がいる。ロビーが3歳の時に両親は離婚しており姉とともに母に育てられた。
1990年、17歳の頃にマーティン・スミスとゲイリー・バーロウが開催したオーディションにてジェイソン・ドノヴァンの曲を歌い合格する。

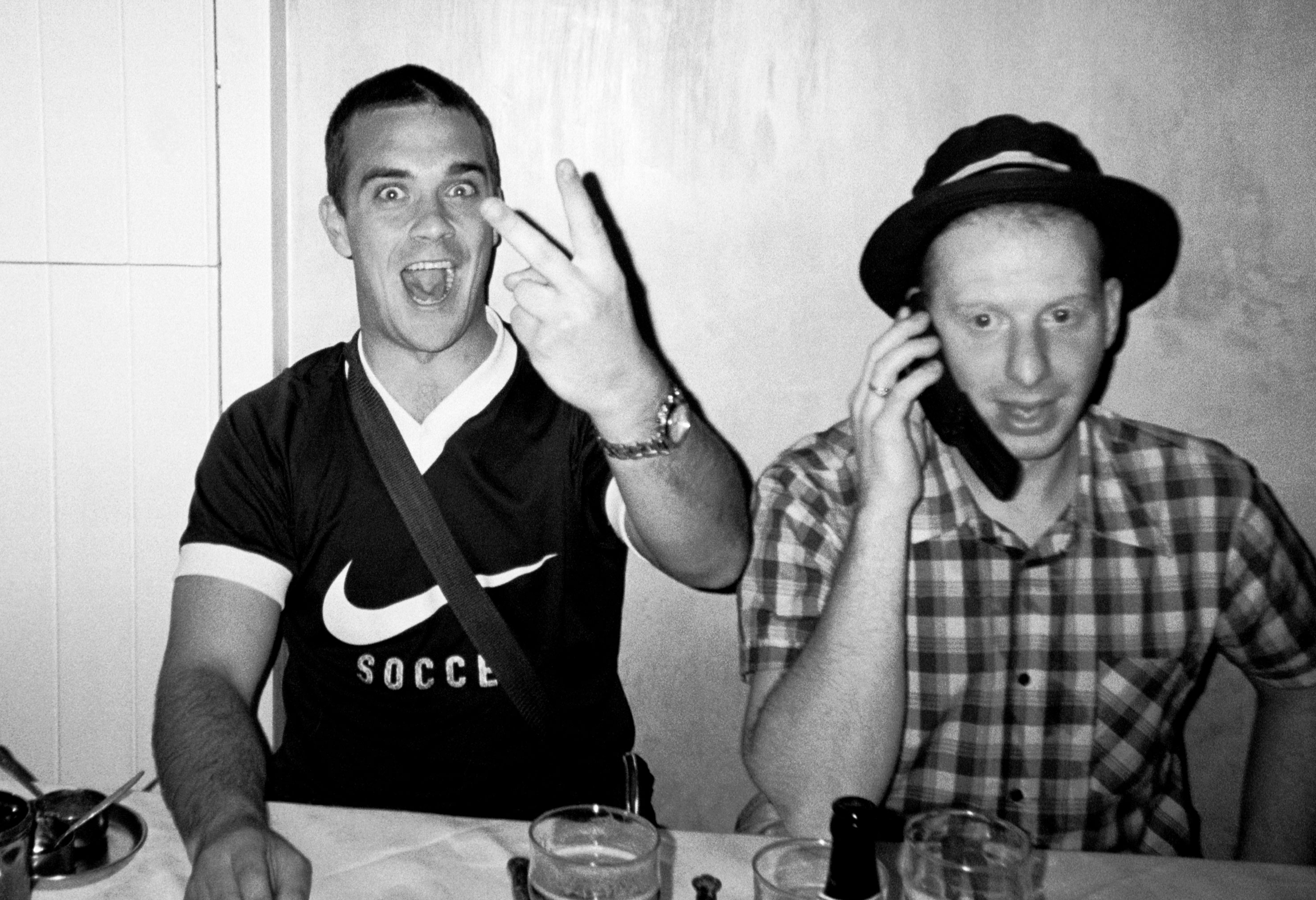
1990年代のロビー

1991年、アイドル・ポップ・グループのテイク・ザット (Take That) のメンバーの一員としてメジャー・デビュー。セカンドボーカルとして、イギリスを含めヨーロッパ中のアイドルとして活躍、全英1位を獲得した「恋はマジック」（バリー・マニロウのカバー）、「エヴリシング・チェンジズ」でもリード・ヴォーカルを務めている。しかしメンバー間の不和などが原因となり1995年に脱退。その後、1996年2月13日に解散することを発表、皮肉な事にその日はロビーの誕生日であった。
テイク・ザット在籍中からドラッグやアルコールを常用していたが、脱退後更に頽廃した生活に陥る。しかし徐々に回復を見せていく。
1996年に本格的にソロ活動を開始、1997年にリリースした「エンジェルス」が世界中で大ヒットし、これを機にソロ活動を開花。「エンジェルス」を収録した1stアルバム『ライフ・スルー・ア・レンズ』も徐々にチャートを上り、最終的にアルバムチャート1位を獲得する。
1998年に発表された「ミレニアム」でシングル初の全英1位を獲得。その後も「シーズ・ザ・ワン」(1999年、全英1位)や、「ROCK DJ」(2000年、全英1位)、カイリー・ミノーグと共演した「キッズ」(2000年、全英2位)など数々の大ヒットを飛ばす。
2001年には、アカデミー賞女優のニコール・キッドマンとデュエットした「サムシン・ステューピッド (Somethin' Stupid) 」（フランク・シナトラとナンシー・シナトラのオリジナルをカヴァーしたもの）がヒット。同曲が収められたアルバム『スウィング・ホエン・ユーアー・ウィニング』では1950年代・60年代のスウィング・ジャズの曲をカバーし、ジェーン・ホロックス、ルパート・エヴェレット、ジョン・ロヴィッツなどともデュエットしている。
2002年にはEMIと8000万ポンドにおよぶ巨額のレコード契約を結ぶ。
同年には100名の最も偉大な英国人の一人に選出される。

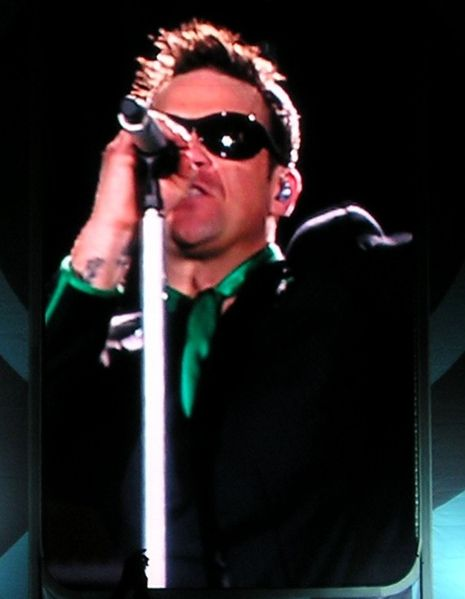
2000年代のロビー・ウィリアムズ

2003年11月には、ドイツ・フランス・イギリス・イタリア・スペインなど全欧3万人を対象としたデジタル・テレビ・チャンネルのミュージック・チョイス (Music Choice) の調査で「ヨーロッパで最もよく聴かれているチャート・スター」に選ばれた。
8月1日 - 3日にはイギリスのネブワースにおいて最多動員数となる37万5000人を動員しての野外コンサートを行った。
2004年、マイケル・ジャクソン、クイーン、ローリング・ストーンズらと並んでイギリスの音楽の殿堂入りを果たす。
2005年、Official UK Chart Company発表の「21世紀全英で最も売れているアーティスト」に選ばれた。イギリス国内において、2000年1月1日 - 2005年10月11日までにオリジナルアルバム（ベストアルバム、ライブアルバム、ダウンロードを除く）を630万枚売り上げている。
5作目のオリジナルアルバム『インテンシヴ・ケア』は2005年最も売れたCDのベスト10入り。
2006年、南アフリカを皮切りに全44公演のワールドツアーを開始。260万人を動員する。160万枚のチケットは即日ソールドアウト。ギネス記録に認定される。

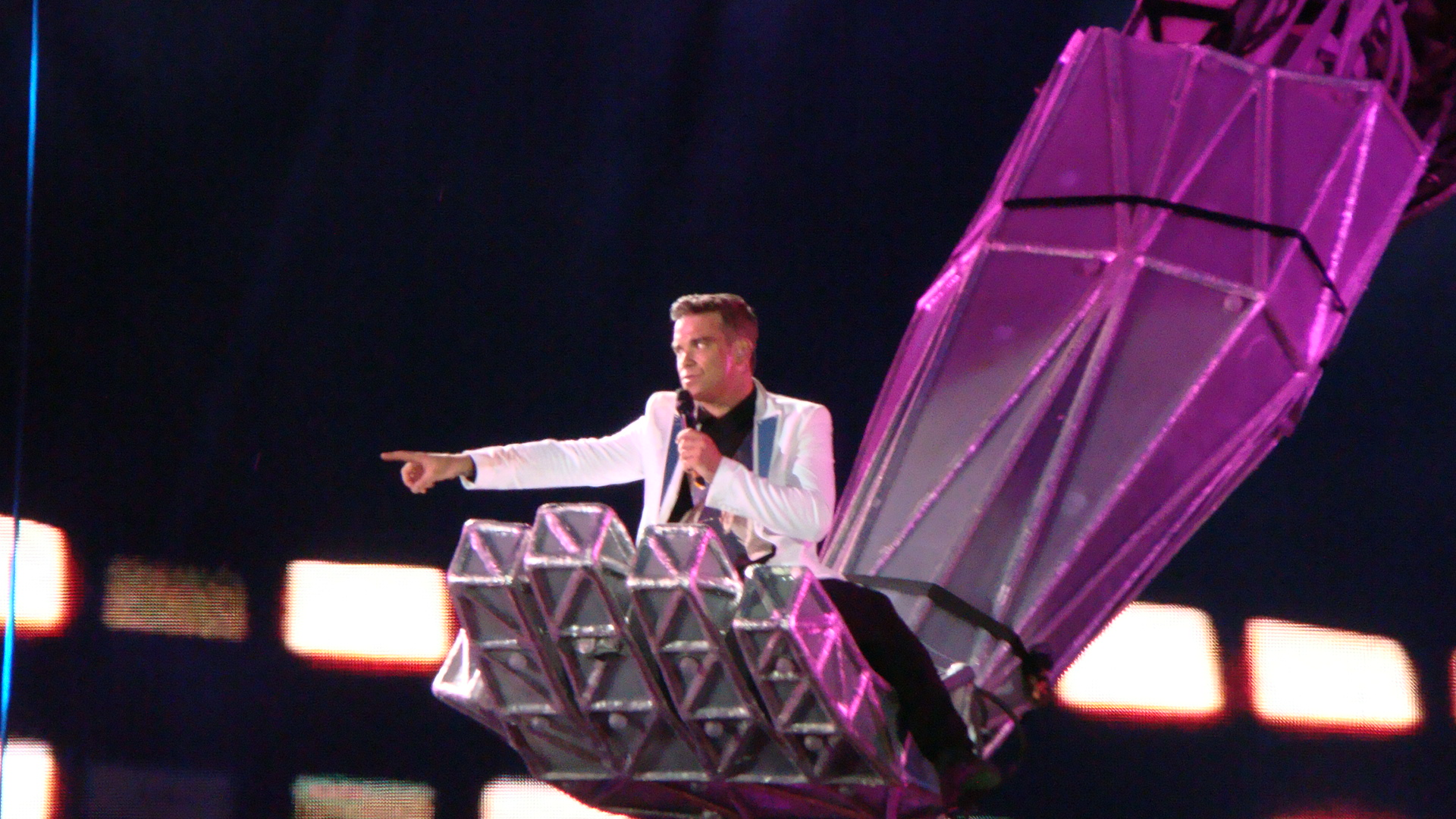
Progress Live（2011年）

2010年7月15日、テイク・ザットに復帰することを正式に発表、10月にはソロとしてのオールタイム・ベスト『グレイテスト・ヒッツ 1990-2010』、11月には『ノーバディ・エルス』(1995年)以来となるロビー参加のテイク・ザットのアルバム『プログレス』が発表された。
2011年5月にはテイク・ザットとして「プログレス・ツアー」を開始する。途中、ロビーの食中毒により公演がキャンセルされるなどのハプニングなどもあったが大成功に終わる。
2011年10月4日、ゲイリー・バーロウがロビーの再びのテイク・ザット脱退を明言。但し1995年と違い友好的なもので、テイク・ザットは残ったメンバーでの活動を継続する。またゲイリーは「ロビーが望むのならまたいつでもテイク・ザットに帰ってくる場所はある」とも発言した。
2011年10月、ユニバーサルミュージックに移籍。
2012年11月に移籍第一弾となるニューアルバム『テイク・ザ・クラウン』を発売。先行シングルの「キャンディ」はゲイリー・バーロウとの共作であり、テイク・ザット時代を含むキャリアとしては14作目の全英1位に輝いた。2013年にはスウィング・アルバムの第二弾『スウィングス・ボース・ウェイズ』を発表。
2016年にはソニー・ミュージックに移籍し、アルバム『ザ・ヘヴィー・エンタテインメント・ショー』を発売。ソロ12作目の全英1位を獲得し、マドンナの記録に並ぶ。

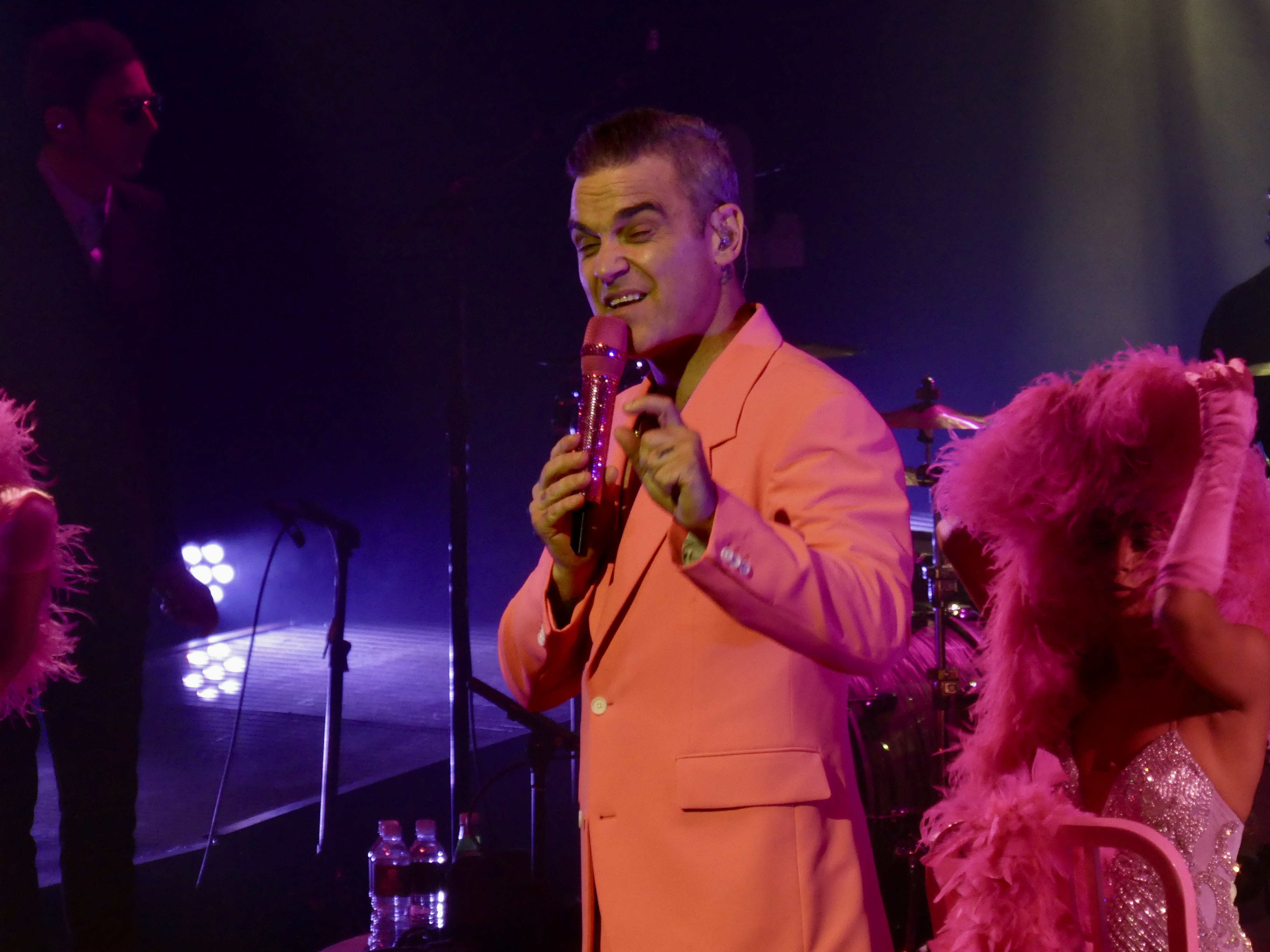
ラスベガスで歌うロビー（2019年）

2018年、FIFAワールドカップの開会式に出演し数々のヒット曲をパフォーマンスするが、その最中に中指を立てたことが問題視される。
2019年には妻のアイーダとともに『Xファクター』の審査員に就任。同年には初のクリスマス・アルバム『ザ・クリスマス・プレゼント』も発売、今作も全英1位を記録したことでエルヴィス・プレスリーの記録と並んだ。
2022年からはティム・メットカルフェとフリン・フランシスと組んだLufthausとしての活動を開始。
同年、ソロ活動開始から25周年を記念したセルフカバー・アルバム『XXV』を発売、ソロとして14作目の全英1位を獲得したことでソロ・アーティストとして史上最多記録を樹立。
2023年、Netflixで自分の名前を冠した4部構成のドキュメンタリーシリーズを公開。このドキュメンタリーシリーズではテイク・ザット時代を含むキャリアの光と闇を赤裸々に曝け出している。
2024年12月から自伝ミュージカル映画『BETTER MAN/ベター・マン』が公開。『グレイテスト・ショーマン』をヒットさせたマイケル・グレイシーが監督する本作はロビーをCGIの猿として描く画期的な手法を採用。ロビーはステージでパフォーマンスする自分を猿に例えており、グレイシー監督はロビーを「我々が見ているロビーの姿でなく、ロビーから見た自分自身の姿」で描きたいと明かした、映画は2024年のクリスマスからいくつかの限られた映画館で上映された後、2025年1月から全世界公開される。映画のサウンドトラックはロビーにとって15作目の全英アルバムチャート首位に輝き、ビートルズが持つ記録と並んだ。

## 私生活

### 基本データ
- 身長 - 183cm (6フィート)
- 目 - グリーン、両目近視
- 髪の色 - ダークブラウン

### 家族
2010年8月7日、トルコ系アメリカ人の女優アイーダ・フィールドと結婚。その後4人の子供に恵まれる。

## ディスコグラフィー

### アルバム
| 年                                        | タイトル                      | アルバム詳細 | チャート最高位 | チャート最高位 | チャート最高位 | チャート最高位 | チャート最高位 | チャート最高位 | チャート最高位 | チャート最高位 | チャート最高位 | チャート最高位 | 認定 |
| 年                                        | タイトル                      | アルバム詳細 | UK             | AUS            | AUT            | FRA            | GER            | IRL            | NLD            | NZ             | SWE            | SWI            | 認定 |
| ----------------------------------------- | ----------------------------- | --- | -------------- | -------------- | -------------- | -------------- | -------------- | -------------- | -------------- | -------------- | -------------- | -------------- | --- |
| 1997                                      | Life Thru a Lens              | - 発売日: 1997年9月29日 - レーベル: Chrysalis, EMI - フォーマット: CD, cassette - 全英売上: 209.7万枚                                         | 1              | 34             | 33             | 34             | 42             | 24             | 59             | 24             | —              | 39             | - UK: 8× プラチナ - AUS: ゴールド - SWI: ゴールド |
| 1998                                      | I've Been Expecting You       | - 発売日: 1998年10月26日 - レーベル: Chrysalis, EMI - フォーマット: CD, cassette - 全英売上: 258.6万枚                                        | 1              | —              | 24             | 31             | 16             | 14             | 35             | 4              | 21             | 19             | - UK: 10× プラチナ - FRA: 2× ゴールド - GER: ゴールド - NZ: プラチナ - SWE: ゴールド - SWI: プラチナ                                                            |
| 2000                                      | Sing When You're Winning      | - 発売日: 2000年8月28日 - レーベル: Chrysalis, EMI - フォーマット: CD, cassette - 全英売上: 220.3万枚                                         | 1              | 7              | 4              | 19             | 1              | 1              | 3              | 1              | 4              | 2              | - UK: 8× プラチナ - AUS: 3× プラチナ - AUT: ゴールド - FRA: ゴールド - GER: プラチナ - NZ: 7× プラチナ - SWE: プラチナ - SWI: ゴールド                          |
| 2001                                      | Swing When You're Winning     | - 発売日: 2001年11月19日 - レーベル: Chrysalis, EMI - フォーマット: CD, cassette - 全英売上: 238.5万枚                                        | 1              | 3              | 1              | 21             | 1              | 1              | 2              | 1              | 4              | 1              | - UK: 7× プラチナ - AUS: 4× プラチナ - AUT: 4× プラチナ - FRA: ゴールド - GER: 5× プラチナ - NZ: 5× プラチナ - SWE: プラチナ - SWI: 3× プラチナ                 |
| 2002                                      | Escapology                    | - 発売日: 2002年11月18日 - レーベル: Chrysalis, EMI - フォーマット: CD, cassette - 全英売上: 207.5万枚                                        | 1              | 3              | 1              | 3              | 1              | 1              | 1              | 3              | 1              | 1              | - UK: 6× プラチナ - AUS: 5× プラチナ - AUT: 4× プラチナ - FRA: プラチナ - GER: 4× プラチナ - NZ: 2× プラチナ - SWE: プラチナ - SWI: 5× プラチナ                 |
| 2005                                      | Intensive Care                | - 発売日: 2005年10月24日 - レーベル: Chrysalis, EMI - フォーマット: CD, digital download - 全英売上: 161.9万枚                                | 1              | 1              | 1              | 2              | 1              | 1              | 1              | 1              | 1              | 1              | - UK: 5× プラチナ - AUS: プラチナ - AUT: 3× プラチナ - FRA: 2× プラチナ - GER: 5× プラチナ - IRL: 5× プラチナ - NZ: プラチナ - SWE: プラチナ - SWI: 3× プラチナ |
| 2006                                      | Rudebox                       | - 発売日: 2006年10月23日 - レーベル: Chrysalis, EMI - フォーマット: CD, digital download - 全英売上: 51.5万枚                                 | 1              | 1              | 1              | 3              | 1              | 2              | 2              | 14             | 2              | 1              | - UK: 2× プラチナ - AUS: 2× プラチナ - AUT: 2× プラチナ - FRA: プラチナ - GER: 3× プラチナ - IRL: 2× プラチナ - SWE: ゴールド - SWI: 2× プラチナ                |
| 2009                                      | Reality Killed the Video Star | - 発売日: 2009年11月6日 - レーベル: Virgin - フォーマット: CD, digital download - 全英売上: 90.5万枚                                          | 2              | 1              | 1              | 2              | 1              | 6              | 1              | 7              | 2              | 1              | - UK: 3× プラチナ - AUS: プラチナ - AUT: プラチナ - FRA: プラチナ - GER: 2× プラチナ - IRL: ゴールド - NZ: ゴールド - SWE: ゴールド - SWI: プラチナ             |
| 2012                                      | Take the Crown                | - 発売日: 2012年11月2日 - レーベル: Island, Universal - フォーマット: CD, digital download - 全英売上: 51.9万枚                               | 1              | 4              | 1              | 9              | 1              | 1              | 1              | 12             | 7              | 1              | - UK: プラチナ - AUS: ゴールド - AUT: プラチナ - GER: プラチナ - IRL: ゴールド - SWI: ゴールド                                                                  |
| 2013                                      | Swings Both Ways              | - 発売日: 2013年11月18日 - レーベル: Island, Universal - フォーマット: CD, digital download - 全英売上: 73.3万枚                              | 1              | 2              | 1              | 38             | 1              | 2              | 2              | 12             | 5              | 1              | - UK: 2× プラチナ - AUS: プラチナ - AUT: 4× プラチナ - GER: 2× プラチナ - IRL: ゴールド - NZ: ゴールド - SWI: プラチナ                                          |
| 2016                                      | The Heavy Entertainment Show  | - 発売日: 2016年11月4日 - レーベル: Robert Williams, Farrell Music Limited, Columbia - フォーマット: CD, digital download - 全英売上: 6.7万枚 | 1              | 4              | 3              | 21             | 2              | 1              | 1              | 17             | 7              | 1              | |
| "—"は未発売またはチャート圏外を意味する。 |                               | |                |                |                |                |                |                |                |                |                |                | |

### ライヴ・アルバム
| 年   | タイトル          | アルバム詳細                                                                                       | チャート最高位 | チャート最高位 | チャート最高位 | チャート最高位 | チャート最高位 | チャート最高位 | チャート最高位 | チャート最高位 | チャート最高位 | チャート最高位 | 認定 |
| 年   | タイトル          | アルバム詳細                                                                                       | UK             | AUS            | AUT            | FRA            | GER            | IRL            | NLD            | NZ             | SWE            | SWI            | 認定 |
| ---- | ----------------- | -------------------------------------------------------------------------------------------------- | -------------- | -------------- | -------------- | -------------- | -------------- | -------------- | -------------- | -------------- | -------------- | -------------- | --- |
| 2003 | Live at Knebworth | - 発売日: 2003年9月29日 - レーベル: Chrysalis, EMI - フォーマット: CD, cassette - 全英売上: 60万枚 | 2              | 3              | 1              | 12             | 1              | 2              | 3              | 6              | 7              | 2              | - UK: 2× プラチナ - AUS: 2× プラチナ - AUT: プラチナ - FRA: ゴールド - GER: 4× プラチナ - NZ: プラチナ - SWE: ゴールド - SWI: 2× プラチナ |

### コンピレーション・アルバム
| 年                                        | タイトル                                             | アルバム詳細                                                                                                   | チャート最高位 | チャート最高位 | チャート最高位 | チャート最高位 | チャート最高位 | チャート最高位 | チャート最高位 | チャート最高位 | チャート最高位 | チャート最高位 | 認定 |
| 年                                        | タイトル                                             | アルバム詳細                                                                                                   | UK             | AUS            | AUT            | BEL            | GER            | IRL            | NLD            | NZ             | SWE            | SWI            | 認定 |
| ----------------------------------------- | ---------------------------------------------------- | --- | -------------- | -------------- | -------------- | -------------- | -------------- | -------------- | -------------- | -------------- | -------------- | -------------- | --- |
| 1999                                      | The Ego Has Landed                                   | - 発売日: 1999年5月13日 - レーベル: Chrysalis, EMI - フォーマット: CD, cassette                                | —              | 20             | —              | —              | —              | —              | —              | 1              | —              | —              | - AUS: ゴールド - NZ: 9× プラチナ |
| 2004                                      | Greatest Hits                                        | - 発売日: 2004年10月18日 - レーベル: Chrysalis, EMI - フォーマット: CD, digital download - 全英売上: 231.5万枚 | 1              | 1              | 1              | 2              | 1              | 1              | 1              | 1              | 2              | 1              | - UK: 7× プラチナ - AUS: 8× プラチナ - AUT: 4× プラチナ - BEL: プラチナ - GER: 4× プラチナ - NZ: 2× プラチナ - SWE: ゴールド - SWI: 3× プラチナ |
| 2009                                      | Songbook                                             | - 発売日: 2009年10月11日 - レーベル: EMI - フォーマット: CD                                                    | —              | —              | —              | —              | —              | —              | —              | —              | —              | —              | |
| 2010                                      | In and Out of Consciousness: Greatest Hits 1990–2010 | - 発売日: 2010年10月11日 - レーベル: Virgin - フォーマット: CD, digital download                               | 1              | 3              | 1              | 2              | 1              | 2              | 3              | 17             | 4              | 4              | - UK: 2× プラチナ - AUS: ゴールド - AUT: ゴールド - BEL: ゴールド - GER: ゴールド - IRL: ゴールド                                               |
| 2010                                      | The Definitive Collector's Edition                   | - 発売日: 2010年12月6日 - レーベル: Virgin - フォーマット: CD, digital download                                | —              | —              | —              | —              | —              | —              | —              | —              | —              | —              | |
| 2013                                      | Robbie Williams: Classic Album Selection             | - 発売日: 2013年11月25日 - レーベル: Universal - フォーマット: CD, box set, digital download                   | —              | —              | —              | —              | —              | —              | —              | —              | —              | —              | |
| 2014                                      | Under the Radar Vol. 1                               | - 発売日: 2014年12月8日 - レーベル: self-released - フォーマット: CD, digital download                         | —              | —              | —              | —              | —              | —              | —              | —              | —              | —              | |
| 2022                                      | XXV                                                  | - 発売日: 2022年9月9日 - レーベル: Columbia - フォーマット: CD, digital download                               | —              | —              | —              | —              | —              | —              | —              | —              | —              | —              | |
| "—"は未発売またはチャート圏外を意味する。 |                                                      | |                |                |                |                |                |                |                |                |                |                | |

## 映画
- BETTER MAN/ベター・マン Better Man（2025年、パラマウント・ピクチャーズ）